# 0011 나폴레옹 솔로 - 스파이 인 더 그린 햇
《0011 나폴레옹 솔로 - 스파이 인 더 그린 햇》(The Spy In The Green Hat)는 미국에서 제작된 조셉 서전트 감독의 1967년 영화이다. 로버트 본 등이 주연으로 출연하였고 보리스 잉스터 등이 제작에 참여하였다.

## 출연

### 주연
- 로버트 본
- 데이비드 맥컬럼

### 조연
- 잭 팰런스
- 자넷 리
- 에두아르도 치아넬리
- 알렌 젠킨스
- 잭 라 루
- 리오 G. 캐럴
- 조안 블론델
- 레티시아 로먼
- 페니 샌톤
- 프랭크 푸글리아
- 빈스 바넷
- 엘리사 쿡 주니어
- 제슬린 팩스
- 데이빗 리나드
- 빈센트 벡
- 맥스 '슬랩시 맥시' 로즌브룸
- 윌 쿨루버
- 러드윅 도나스
- 클락 고든
- 샤린 힐어
- 제임스 엘맨자

## 기타
- 원조: 샘 롤프
- 공동제작: 어브 펄버그
- 미술: 조지 W. 데이비스
- 미술: 제임스 W. 설리반